# Богатырь (пароходофрегат)
«Богатырь» — колёсный пароходофрегат Балтийского флота Российской империи, первый пароходофрегат Российского императорского флота.

## Описание пароходофрегата
Колёсный пароходофрегат, первоначальное водоизмещение судна составляло 1342 тонны, после тимберовки оно было увеличено до 1495 тонн, длина между перпендикулярами — 56,66 метра, ширина без обшивки — 9,75 метра, а осадка 6,9 метра. Артиллерийское вооружение судна состояло из 28 орудий.
На пароходофрегате были установлены две безбалансирная паровая машина общей мощностью 240—260 номинальных л. с. и паровой котёл, которые были произведены на Адмиралтейского Ижорского завода по распоряжению Николая I и которые строились по образцу построенного в Великобритании парохода «Nile». Чертежи механической установки разрабатывались под контролем А. Я. Вилсона.
Первоначально на пароходофрегат планировалось установить две 4-пудовые бомбические пушки, установленные на поворотных платформах, и шесть 24-фунтовых карронад на верхней палубе, а также двадцать 36-фунтовых орудий в закрытой батарее. Однако фактически такое вооружение на судно не устанавливалось. После тимберовки в 1848 году «Богатырь» был перевооружён двумя 2-пудовыми бомбическими пушками и шестью 36-фунтовыми каморными пушками образца 1844 года, а на момент 1855 года пароходофрегат был вооружён одной 2-пудовой бомбической, двумя 1-пудовыми медными и четырьмя 24-фунтовыми пушками.

## История службы
Пароходофрегат «Богатырь» был заложен на стапеле Главного адмиралтейства в Санкт-Петербурге 26 октября (7 ноября) 1835 года и после спуска на воду 8 (20) августа 1836 года вошёл в состав Балтийского флота России. Строительство вёл кораблестроитель подполковник М. Н. Гринвальд. Первоначально пароходофрегат был спущен без паровой установки, производство которой на Адмиралтейском Ижорском заводе стартовало только в начале сентября 1836 года. Первоначально по требованию А. Я. Вилсона достройку спущенного на воду судна планировалось производить вблизи завода, однако в связи с тем, что по размерам его корпус не мог войти в заводской ковш, достройка проводилась в Кронштадтском доке, куда «Богатырь» был отбуксирован 16 (28) октября 1836 года. Из-за ошибок мастеров и возникших в связи с этим трудностей окончательный монтаж машинно-котельной установки и всех вспомогательных механизмов было завершено только к 9 (21) сентября 1838 года. Стоимость работ по производству механизмов предварительно оценивалась в 240—260 тысяч рублей.
В конце 1838 года проходил ходовые испытания.
В кампанию 1847 года совершил плавания в Свинемюнде и Киль.
В кампанию 1848 года пароходофрегат подвергся тимберовке в Кронштадте с увеличением водоизмещения.
С 1851 по 1853 год совершал плавания между портами Финского залива и Балтийского моря.
Принимал участие в Крымской войне. В кампанию 1854 года первоначально находился на восточном кронштадтском рейде, затем перешёл в Свеаборг и занял там брандвахтенный пост на рейде.
В кампанию следующего 1855 года также находился на рейде Свеаборга, где 28 июля (8 августа) по 29 июля (9 августа) принимал участие в отражении атаки на Свеаборг пресвосходящей по силам англо-французской эскадры. За мужество и храбрость, проявленные во время боя командир пароходофрегата капитан 1-го ранга А. П. Акулов был награждён орденом Святого Станислава II степени.
В 1856 году совершал плавания между портами Финского и Рижского заливов. В кампанию этого года командир пароходофрегата А. П. Акулов был награждён орденом Святого Владимира IV степени за выслугу  лет в офицерских чинах.
2 (14) августа 1857 года пароходофрегат «Богатырь» был исключён из списков судов флота. Его паровая машина была передана в Архангельск для установки на пароходофрегате «Соломбала», а корпус был разобран в Кронштадте в следующем 1858 году.

## Командиры пароходофрегата
Командирами пароходофрегата «Богатырь» в составе Российского императорского флота в разное время служили:
- капитан-лейтенант Б. Ф. фон Флотов (1847 год)[7];
- капитан-лейтенант, с 6 (18) декабря 1852 года капитан 2-го ранга, а c 30 августа (11 сентября) 1855 года капитан 1-го ранга А. П. Акулов (6 (18) декабря 1850 года — после 18 (30) марта 1857 года)[10].